# Sorsogon
Sorsogon è una città componente delle Filippine, capoluogo della Provincia omonima, nella Regione di Bicol.
Sorsogon ha ottenuto lo status di città nel 2000, a seguito dell'accorpamento in essa della municipalità di Bacon.
Sorsogon è formata da 64 baranggay:
- Abuyog
- Almendras-Cogon (Pob.)
- Balete
- Balogo
- Balogo II
- Barayong
- Basud
- Bato
- Bibincahan
- Bitan-o/Dalipay (Pob.)
- Bogña
- Bon-Ot
- Bucalbucalan
- Buenavista
- Buenavista II
- Buhatan
- Bulabog
- Burabod (Pob.)
- Cabarbuhan
- Cabid-An
- Cambulaga
- Capuy

- Caricaran
- Del Rosario
- Gatbo
- Gimaloto
- Guinlajon
- Jamislagan
- Macabog
- Maricrum
- Marinas
- Osiao
- Pamurayan
- Pangpang
- Panlayaan
- Peñafrancia
- Piot (Pob.)
- Poblacion
- Polvorista (Pob.)
- Rawis
- Rizal
- Salog (Pob.)
- Salvacion

- Salvacion II
- Sampaloc (Pob.)
- San Isidro
- San Isidro II
- San Juan
- San Juan (Roro)
- San Pascual
- San Ramon
- San Roque
- San Vicente
- Santa Cruz
- Santa Lucia
- Santo Domingo
- Santo Niño
- Sawanga
- Sirangan (Pob.)
- Sugod
- Sulucan (Pob.)
- Talisay (Pob.)
- Ticol
- Tugos